# Dragan Jerković
Dragan Jerković (* 8. Dezember 1975 in Metković, Kroatien, Jugoslawien) ist ein ehemaliger kroatischer Handballspieler und Torwarttrainer.

## Karriere

### Als Spieler im Verein
Dragan Jerković debütierte für RK Brodomerkur Split in der ersten kroatischen Liga und wechselte später zu RK Metković Jambo. Zwar schaffte er es mit seinem Verein nie, an Serienmeister RK Zagreb vorbeizukommen, dafür gewann er allerdings 2000 den EHF-Pokal und zog 2001 noch einmal ins Finale dieses Wettbewerbs ein. Eben 2001 entschied er sich, in die deutsche Handball-Bundesliga zum ThSV Eisenach zu wechseln. Mit den Thüringern stand er aber stets im Keller der Tabelle, bis das Team 2004 schließlich abstieg. Nach einem halben Jahr in der zweiten Liga wurde Jerković im Februar 2005 an den Erstligisten SV Post Schwerin abgegeben, mit dem er ebenfalls abstieg. So kehrte er im Sommer 2005 in seine Heimat zurück und schloss sich dem RK Agram Medveščak Zagreb an. Nach einem Jahr bei den Hauptstädtern heuerte er 2006 beim Schweizer NLA-Verein Kadetten Schaffhausen an, wo er Meister, Pokalsieger und Supercupsieger wurde. 2007 wurde er vom finanziell erstarkten kroatischen Serienmeister RK Zagreb verpflichtet, mit dem er 2008 die Meisterschaft gewann. Ab dem 4. Januar 2009 spielte er für den portugiesischen Verein FC Porto, mit dem er 2009 und 2010 die Meisterschaft gewann. Zur Saison 2010/11 unterschrieb Jerković einen Vertrag beim französischen Zweitligisten US Créteil HB. 2013 verließ er Créteil. Am 24. Januar 2014 nahm ihn der TV Bittenfeld unter Vertrag. Am Ende der Saison 2014/15 stieg er mit dem TVB in die Bundesliga auf. Ab der Saison 2015/16 spielte Jerković mit dem nun unter dem Namen TVB 1898 Stuttgart antretenden Verein in der Bundesliga. Nach der Saison 2016/17 schloss er sich dem VfL Eintracht Hagen an. Ein Wechsel im Sommer 2018 zum Drittligisten TV 1893 Neuhausen scheiterte, da der Verein Insolvenz anmelden musste. Jerković wechselte daher zum Württembergligisten TSV Alfdorf/Lorch.

### Als Spieler in Auswahlmannschaften
Dragan Jerković hat 65 Länderspiele für die kroatische Männer-Handballnationalmannschaft bestritten. Mit seinem Land gewann er die Mittelmeerspiele 1997 in Bari. Bei der Handball-Weltmeisterschaft der Männer 2007 in Deutschland war er aufgrund des verletzungsbedingten Ausfalls von Stammtorhüter Vlado Šola Nummer 1 seines Teams; am Ende belegte Kroatien aber nur den 5. Platz. Bei der Handball-Europameisterschaft 2008 in Norwegen wurde er mit seinem Land Vize-Europameister.

### Als Trainer
Ab der Saison 2019/20 war er bei den Kadetten Schaffhausen sowie an der Suisse Handball Academy als Torwarttrainer tätig.
Seit 2022 arbeitet er als Torwarttrainer beim deutschen Bundesligisten Rhein-Neckar Löwen. Höhepunkt seiner ersten Saison war der Gewinn des DHB-Pokals 2022/23 im April 2023 mit einem 36:34-Sieg nach Verlängerung und Siebenmeterwerfen gegen den SC Magdeburg. In der Bundesligastatistik der Torwarte nach der Quote der gehaltenen Würfe landeten alle drei von ihm trainierten Torhüter mit Quoten über 30 % unter den Top Ten, Youngstar David Späth sogar auf Platz zwei.
Seit Sommer 2025 ist er als Torwarttrainer beim Zweitligaaufsteiger HC Oppenweiler/Backnang tätig.